# Semerket
Semerket je bio 6. faraon 1. dinastije, te je bio prvi faraon koji je svrgnuo svog prethodnika. 

## Ime
Semerketovo ime, prema uobičajenom prijevodu, znači "mudri prijatelj". Nicolas Grimal se ne slaže; prema njemu, faraonovo ime znači "pratitelj bogova", te je zastupao teoriju da je Semerket bio svećenik prije vladanja kao faraon. U Torinskom popisu kraljeva Semerket se zove Semsem. Semerketov je naslov bio "Onaj kojeg Dvije dame čuvaju", što znači da je bio pod zaštitom dviju božica, koje se zovu Dvije dame ili Dvije gospodarice.  

## Životopis
Semerketovi su roditelji bili faraon Anedžib i njegova žena Betrest. Semerket je svrgnuo svog oca i izbrisao njegovo ime na mnogim vazama i spomenicima, te se vjeruje da mu je majka pomagala, jer ju na Kamenu iz Palerma on posebno spominje, dok nigdje ne naznačuje očevo ime, što znači da je u Egiptu u to doba došlo do dinastijskih problema.
Brojne su se katastrofe dogodile za vrijeme Semerketove vladavine, i to Maneton pripisuje činjenici da je Semerket bio uzurpator prijestolja. Semerket je uspio sagraditi daleko veći grob od svog oca.
Semerketov važni službenik bio je Henuka.
Semerket je nakon smrti pokopan u grobnici U u Umm el-Qa'abu. Naslijedio ga je Kaa, koji je bio ili njegov sin s nepoznatom ženom ili njegov mlađi brat. Kaa je uklonio Semerketovo ime sa Sakarske liste kraljeva, kako bi osvetio svog djeda ili oca.

## Duljina vladavine
Iako Maneton bilježi kako je ovaj kralj vladao Egiptom 18 godina, ta brojka je po svemu sudeći dodala jedno desetljeće njegovoj vladavini. Toby Wilkinson u svojoj analizi Kamena iz Palerma u djelu Royal Annals of Ancient Egypt, primjećuje kako kairski fragment ovog dokumenta daje Semerketu "8 1/2 godina (brojka je sigurna, jer je cijela vladavina zabilježena" (Wilkinson: str.78 & 258). Semerketovo kraljevsko ime, zapisano u serekhu, također je sačuvano u ovoj sekciji dokumenta, pa prema tome 9-godišnja vladavina može pripadati samo njemu. Wilkinson zaključuje kako je ovaj kralj vladao 9 punih ili djelomičnih godina na temelju zapisa Kamena iz Palerma iz 5. dinastije koji je dao mnogo preciznije podatke za vladavinu kraljeva 1. i 2. dinastije (Wilkinson: str.80).

## Vanjske poveznice
- Semerket, 6. kralj 1. egipatske dinastije